# 박한철
박한철(朴漢徹, 1953년 3월 26일~)은 대한민국의 제5대 헌법재판소장을 지낸 법조인이다.

## 생애
1953년 3월 25일 부산에서 태어나 초등학교 5학년 때 인천으로 전학 갔으며 이후 인천중학교와 제물포고등학교를 거쳐 서울대학교에서 법학과를 졸업했다. 1993년에 서울시립대학교 대학원에서 법학 석사 학위를 취득하였으며 1981년 제23회 사법시험에 합격하여 사법연수원 제13기를 수료하였다.

### 검찰
사법연수원을 수료하고  검사로 임명되었으며, 특수와 공안, 기획 분야 요직을 두루 거쳤지만 대검찰청 공안부장을 지냈기 때문에 공안통으로도 분류되다 2009년 8월부터 2010년 7월까지 역임한 서울동부지검장을 마지막으로 검찰을 떠났으며, 이후 김앤장 법률사무소에서 변호사로 활동하였다.
1991년 4월 2일 헌법재판소의 국가보안법 제7조 5항(이적표현물제작ㆍ소지반포)의 한정 합헌 결정이 있은 때에 서울지검 공안2부 소속이던 박한철 검사는 파출소 화염병 투척사건을 배후 조종하고 의식화 학습을 해온 성균관대학교 학생 4명 가운데  2명에 대해 "의식화경향이 미약하고 시위전력이 없으며 화염병 시위에 참가하지 않았다"는 이유로 동대문경찰서의 구속영장 신청을 거부했다.
서울중앙지검 3차장 시절인 2005년 법조브로커 윤상림 사건 수사를 지휘하면서 59건의 범죄 혐의를 밝혀내었고, 이후 10차례나 윤 씨를 기소하기도 했다. 또한 2007년 김용철 변호사의 삼성 비자금 및 ‘떡값’ 수수 검사 명단이 폭로돼 검찰 조직이 위기에 처해있던 당시 삼성 비자금 사건 특별수사·감찰본부장을 맡으면서 특검 수사의 토대를 마련했다는 평가를 받기도 했다.
대검찰청 공안부장(2008년 3월∼2009년 1월) 시절 미국산 쇠고기 반대 촛불집회가 한창 일 때 이명박 정부의 핵심 관계자들이 “촛불시위가 확산일로에 있는데 공안부장이 너무 미흡하게 대응하는 게 아니냐”고 비판할 때 수사를 총괄하면서  모자를 눌러쓰고 청계천과 광화문 시위 현장을 여러 차례 찾아 “내가 대머리라서 눈에 잘 띈다. 모자를 쓰고 나갔다. 유모차를 끈 엄마들까지 나온 것을 보고, 강경진압을 해서는 안 된다고 생각했다."고 밝히면서 이것이 계기가 되어 고등검찰청 검사장 승진에 실패하고 "2010년에 사표를 냈다"고 스스로 밝히고 있다. 18대 총선 직후 창조한국당 문국현 전 대표와 이한정 전 의원, 친박연대(미래희망연대의 전신) 서청원 전 대표, 양정례 김노식 전 의원 등 야당으로부터 비판받는 선거법 위반 혐의를 비롯해 여간첩 원정화, 인터넷 논객 미네르바 사건, 6·15공동선언 이후 민간 남북교류를 주도해온 ‘남북공동선언실천연대’에 대한 국가보안법 위반 혐의 등 논란이 있는 시국사건 수사를 지휘한 대표적 공안검사였으며 이때 집회 및 시위에 관한 법률 야간 옥외집회금지와 전기통신기본법 허위통신죄)는 헌법재판소에서 각각 헌법 불합치와 위헌 결정이 있었다.

### 헌법재판소장
2011년 2월 1일부터 헌법재판관으로 지내다가 2013년 3월 박근혜 대통령에 의하여 헌법재판소장 후보로 지명되었으며 동년 4월 12일에 소장으로 취임하였다. 검찰 출신으로는 첫 헌재소장으로 기록되었다.
"재판정에서 탄핵의 부당성을 주장했다"라는 주장의 가짜뉴스가 떠돌아 논란이 되기도 하다가 2017년 9월 1일자로 서울대 법과대학 초빙교수로 임용되었다.
이정희 통합진보당(진보당) 대표와 오병윤 전 원내대표 등 옛 통합진보당 소속 의원들에 의하여 2016년 12월 21일 박근혜 대통령 등에 의한 국정농단에 대한 수사를 진행하고 있는 특별검사에 헌법재판소의 통합진보당 정당해산 심판사건 심판 과정과 평의 내용을 김기춘 전 청와대 비서실장에게 누설하는 공무상비밀누설 등의 혐의가 있다는 취지로 고소되었다.

## 경력
- 1981년: 제23회 사법시험 합격
- 1983년 9월~1986년 3월: 부산지방검찰청 검사
- 1986년 3월~1987년 6월: 대전지방검찰청 강경지청 검사
- 1987년 6월~1990년 3월: 법무부 검찰국 검찰4과 검사
- 1990년 3월~1994년 9월: 서울지방검찰청 검사
- 1990년 5월~1994년 9월: 대통령비서실 파견
- 1994년 9월~1995년 9월: 서울고등검찰청 검사
- 1995년 9월~1996년 6월: 춘천지방검찰청 속초지청장
- 1996년 7월~1998년 3월: 광주지방검찰청 조사부 부장검사(헌법재판소 헌법연구관 파견[10])
- 1998년 3월~1998년 8월: 인천지방검찰청 특별수사부 부장검사
- 1998년 8월~1999년 2월: 인천지방검찰청 형사제4부 부장검사
- 1999년 2월~1999년 6월: 인천지방검찰청 형사제3부 부장검사
- 1999년 6월~2001년 6월: 대검찰청 기획과장
- 2001년 6월~2002년 2월: 서울지방검찰청 형사제5부 부장검사
- 2002년 2월~2003년 3월: 대구지방검찰청 김천지청장
- 2003년 3월~2004년 6월: 대전지방검찰청 차장검사
- 2004년 6월~2005년 1월: 수원지방검찰청 제1차장검사
- 2005년 1월~2005년 4월: 수원지방검찰청 제2차장검사
- 2005년 4월~2006년 2월: 서울중앙지방검찰청 제3차장검사
- 2006년 2월~2007년 3월: 대구지방검찰청 차장검사
- 2006년 3월 ~2007년 3월: 법무부 정책홍보관리실장
- 2007년 3월~2008년 3월: 제11대 울산지방검찰청 검사장
- 2008년 3월~2009년 1월: 대검찰청 공안부장
- 2009년 1월~2009년 8월: 제53대 대구지방검찰청 검사장
- 2009년 8월~2010년 7월: 제8대 서울동부지방검찰청 검사장
- 2010년 9월~2011년 1월: 김&장 법률사무소 변호사
- 2011년 2월~2017년 1월: 헌법재판소 재판관
- 2013년 4월~2017년 1월: 제5대 헌법재판소장
- 2017년 9월: 서울대학교 법학전문대학원 초빙교수
- 2019년 9월: 서울시립대학교 법학전문대학원 초빙교수
- 2022년 9월: 동국대학교 법과대학 석좌교수

## 평가
2007년 김용철 변호사의 삼성 비자금 및 ‘떡값’ 수수 검사 명단이 폭로돼 검찰 조직이 위기에 처해있던 당시 구원투수로 나서 삼성 비자금 사건 특별수사·감찰본부장을 맡으면서 특검 수사의 토대를 마련했다는 평가를 받기도 했다. 수사에서는 무서운 추진력과 돌파력을 보였지만 온화하고 겸손한 성품을 타고났으며 그의 후배들 사이에서는 ‘덕장’으로 불리며 두터운 신망을 얻었다는 일부의 평가가 있다.

## 같이 보기
- 황교안 - 사법연수원 동기
- 조대환 - 사법연수원 동기